# Frikarts Berberitze
Frikarts Berberitze (Berberis ×frikartii) ist eine Hybride aus der Schneeigen  Berberitze (Berberis candidula) und der Warzigen Berberitze (Berberis verruculosa).

## Beschreibung
Frikarts Berberitze ist ein immergrüner, bis 1,5 Meter hoher, dicht verzweigter Strauch, dessen Zweige bräunlich gelb und dicht mit Warzen besetzt sind. Die oberseits glänzend dunkelgrünen, unterseits grauweißen Blätter sind elliptisch geformt, bis 3,5 Zentimeter lang, am Rand eingerollt, derb und auf beiden Seiten mit 2 bis 4 Zähnen besetzt. Die hellgelben Blüten erscheinen im Mai und stehen einzeln oder zu zweit. Die Beeren bleiben grün und sind blauweiß bereift.

## Verwendung
Wie viele andere Berberitzen findet diese Pflanzenart in verschiedenen Sorten häufig als Zierstrauch Verwendung.

## Zuchtformen
Es sind unterschiedliche Formen bekannt:
- 'Amstelveen': Ein gedrungener niedriger Busch mit oberseits glänzend hellgrünen, unterseits bläulichweißen bis weißen Laubblättern.
- 'Stäfa'
- 'Telstar'
- 'Verrucandi'